# 4058 Cecilgreen
bella lì. Aggi4058 Cecilgreen è un asteroide della fascia principale. Scoperto nel 1986, presenta un'orbita caratterizzata da un semiasse maggiore pari a 3,0119513 UA e da un'eccentricità di 0,0994725, inclinata di 10,79819° rispetto all'eclittica.